# Conrad Bloc
Conrad Bloc (Gand, 1550 – Gand, circa 1605) è stato un medaglista olandese.

## Biografia
Conrad Bloc nacque a Gand nel 1550.

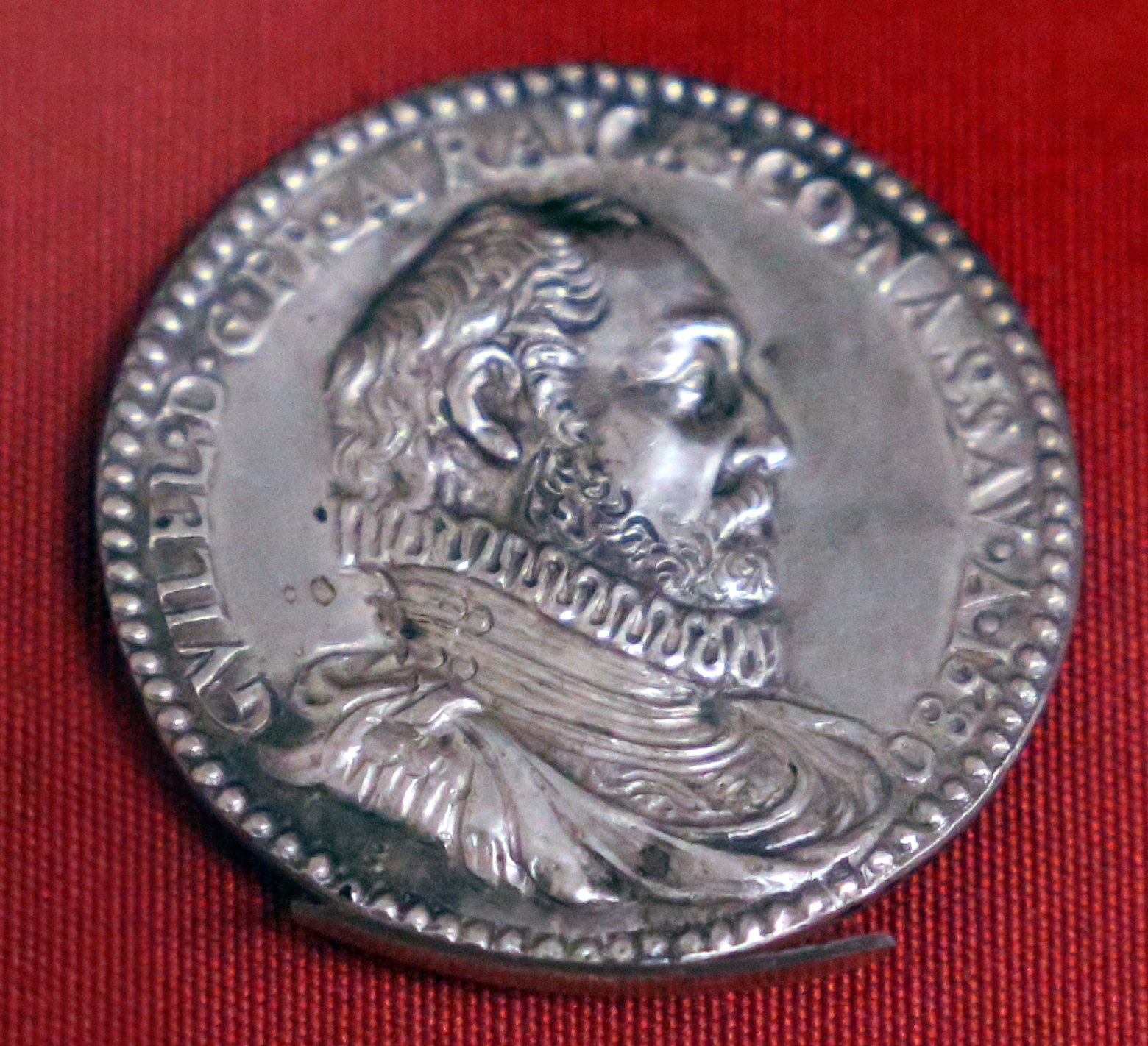
Medaglia di Guglielmo I d'Orange e di Carlotta di Borbone (1579)

Si dimostrò nell'arco della sua carriera artista di buon talento, caratterizzandosi per la fine e solida sensibilità, oltre che per una peculiare creatività, che lo portarono a mettersi in evidenza soprattutto nel ritratto.
Realizzò opere in un periodo che va dal 1575 al 1604, e tra le sue più conosciute si possono menzionare le sue medaglie con il ritratto di Filippo II di Spagna, ma di prestigio non inferiore furono quelle di Guglielmo I d'Orange e della principessa consorte Carlotta di Borbone-Montpensier (1579).
Si ricordano inoltre le medaglie con le effigie del conte palatino Giovanni Casimiro (1580), della infanta Isabella (1580), di Filippo di Marnix (1580), signore di Sainte-Aldgonde.
Altre medaglie note furono quelle commemorative, come quella raffigurante la Cattura di Hulst da parte degli spagnoli (1596), la morte di Filippo II di Spagna (1598), la Pace di Vervins tra Spagna e Francia (1598), le Nozze degli arciduchi Alberto e Isabella (1599).
Il Bloc incideva i suoi conii in acciaio.
Nel 1594 il governatore generale d'Olanda affidò numerosi lavori al famoso medaglista, tra gli altri, un proprio ritratto montato in oro e pietre preziose.
La critica giudica non sue ma del figlio Cornelius, alcune medaglie firmate C.V.B.F. (=Cornelius Van Bloc Fecit) o CON.BLOC.F., coniate dopo il 1589.
Invece le firme regolari di Conrad Bloc furono: COEN.BLOC., CONR.BLOC., CON.BLOC., CON.BLC. oppure CB.
Tra i suoi seguaci e continuatori di questa arte si può menzionare il suo connazionale Jan Boskam.

## Opere
- Ritratto di Filippo II di Spagna
- Ritratto di Charlotte de Bourbon (1577);
- Ritratto di Guglielmo I d'Orange e di Carlotta di Borbone-Montpensier (1579);
- Ritratto di Giovanni Casimiro (1580);
- Ritratto di Isabella (1580);
- Ritratto di Filippo di Marnix (1580);
- Cattura di Hulst da parte degli spagnoli (1596);
- Morte di Filippo II di Spagna (1598);
- Pace di Vervins (1598);
- Nozze degli arciduchi Alberto e Isabella (1599);
- Ritratto di Isabella di Spagna (1599);
- Ritratto di Maurizio d'Orange (1604).

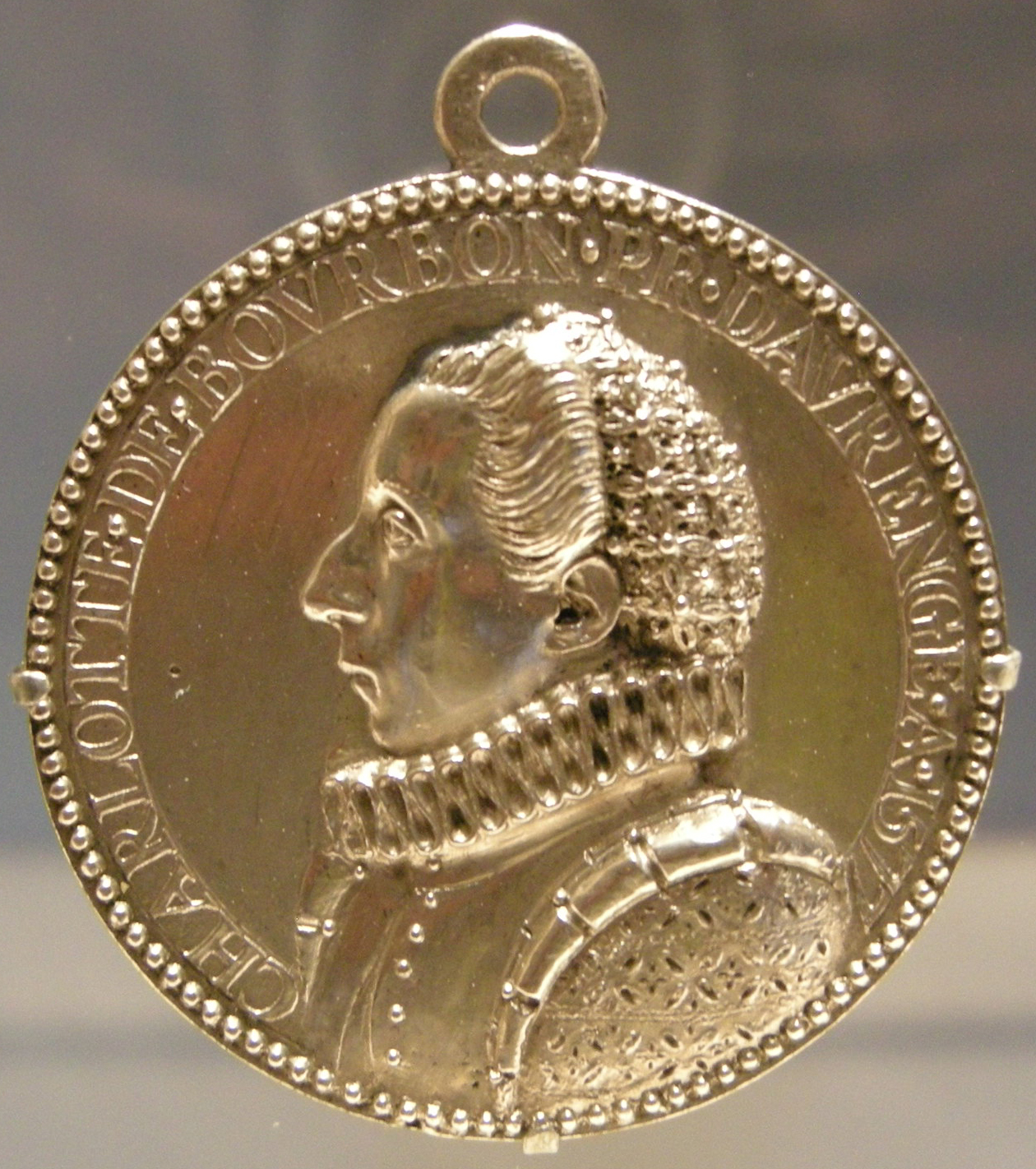
Ritratto di Charlotte de Bourbon (1577)
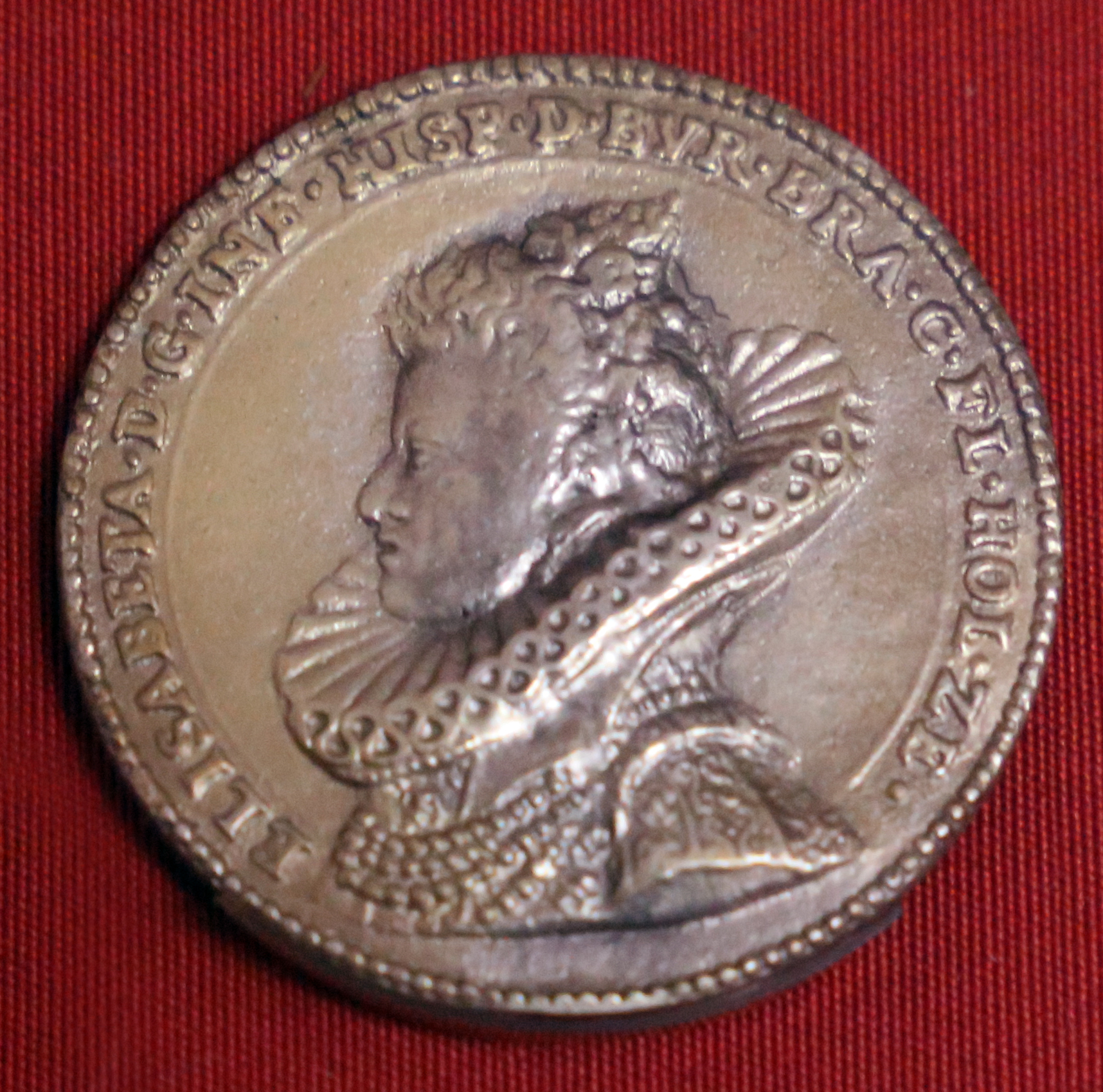
Ritratto di Isabella di Spagna (1599)
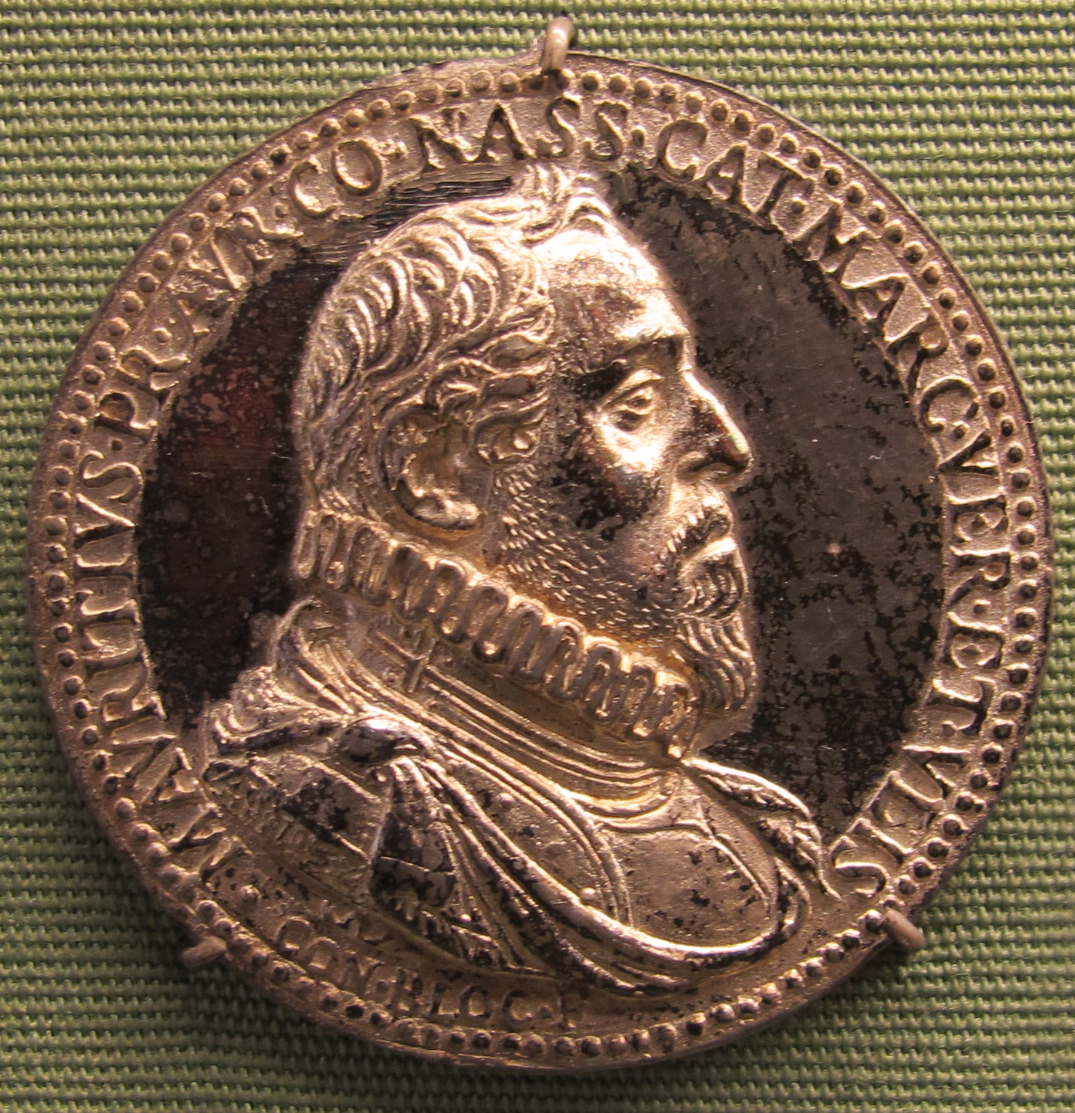
Ritratto di Maurizio d'Orange (1604)